# Oreodera semialba
Oreodera semialba là một loài bọ cánh cứng trong họ Cerambycidae.